# Бонифаций I
Бонифаций I (на латински: Bonifatius PP. I) е римски папа от 28 декември 418 г. до 4 септември 422 г.
Бил е презвитер на Рим. Избран е от част от римското духовенство, заедно с антипапа Евлалий, но заема престола чак в 419 г., когато Евлалий е пратен в изгнание от император Хонорий. Противодейства на опитите на император Теодосий II да подчини Солун и Илирия на константинополския патриарх.
Римската църква почита паметта му на 4 септември.